# Lepidiota degener
Lepidiota degener är en skalbaggsart som beskrevs av Blackburn 1888. Lepidiota degener ingår i släktet Lepidiota och familjen Melolonthidae. Inga underarter finns listade i Catalogue of Life.